# 倉敷紀念病院

## 概要
倉敷紀念病院（くらしききねんびょういん）は、医療法人誠和会が岡山県倉敷市に設置する病院（「記念」ではなく「紀念」である）。

## 診療科
（この節の出典）
- 内科
- 神経内科
- 呼吸器科(呼吸器内科)
- 消化器科(消化器内科、胃腸内科)
- 循環器科(循環器内科)
- 糖尿病内科(代謝内科)
- 外科
- 整形外科
- 皮膚科
- 泌尿器科
- 眼科
- 耳鼻咽喉科
- リハビリテーション科
- 放射線科
- 麻酔科

## 医療機関の認定
- 保険医療機関[1]

- 労災保険指定医療機関[1]
- 指定自立支援医療機関（精神通院医療）
- 生活保護法指定医療機関(中国残留邦人等の円滑な帰国の促進並びに永住帰国した中国残留邦人等及び特定配偶者の自立の支援に関する法律に基づく指定医療機関を含む。)[1]
- 結核指定医療機関[1]
- 難病の患者に対する医療等に関する法律に基づく指定医療機関[1]
- 原子爆弾被爆者一般疾病医療取扱医療機関[1]
- 公害医療機関[1]
- 在宅療養支援病院[1]
- 岡山県肝炎一次医療機関[2]
- 公益財団法人日本医療機能評価機構認定病院[3]

## 交通アクセス
- 水島臨海鉄道水島本線「西富井駅」より徒歩約5分[4]
- 両備バス「穴場神社・倉敷紀念病院前」停留所下車[4]